# Les Grandes Voiles du Havre (2017)
Pour les articles homonymes, voir Les Grandes Voiles du Havre.
Les Grandes Voiles du Havre est un rassemblement maritime qui a lieu du jeudi 31 août au dimanche 3 septembre 2017 dans le port du Havre lors de l’arrivée de l'étape finale de la RDV2017 Tall Ships' Races Regatta reliant Halifax (Canada) au Havre, une double transatlantique qui prend le départ de Greenwich en Grande-Bretagne pour rallier Sines au Portugal, puis les Bermudes, Boston, Québec et Halifax. Cette régate internationale rassemble les plus grands voiliers du monde. Ce rassemblement de voiliers conclut cinq mois d’une course en mer rassemblant les plus beaux voiliers du monde. L'accès pour la visite des grands voiliers est gratuit.
Une quarantaine de grands voiliers sont attendus dans les bassins Paul Vatine et de l’Eure. Cette manifestation est l'un des événements du 500e anniversaire de la ville du Havre.

## Grands voiliers visitables
- Kruzenshtern, quatre-mâts barque de 113 m  Russie,
- Mir, trois-mâts carré de 108 m  Russie,
- Sagres III, trois-mâts barque de 90 m  Portugal,
- Cisne Branco, trois-mâts carré de 88 m  Brésil,
- Shabab Oman II, trois-mâts carré de 85 m  Oman,
- Santa Maria Manuela, goélette à quatre-mâts de 67 m  Portugal,
- Gulden Leeuw, goélette à hunier de 70 m  Pays-Bas,
- Belem, trois-mâts barque de 65 m  France,
- Alexander Von Humboldt, trois-mâts barque de 62 m  Allemagne,
- Royal Helena, trois-mâts goélette de 54 m  Bulgarie,
- Oosterschelde, goélette à trois mâts de 50 m  Pays-Bas,
- Morgenster, brick de 48 m  Pays-Bas,
- Shtandart, frégate de 34 m  Russie,
- Blue Clipper[2], schooner de 32 m  Royaume-Uni,
- Étoile, goélette à hunier de 37 m  Marine nationale

|            |
| NRP Sagres |

|              |
| Blue Clipper |

|               |
| Oosterschelde |

|                              |
| Royal Helena et Gulden Leeuw |

|                          |
| Alexander von HumboldtII |

## Les participants de la5eétape de la Tall Ships Race et le classement
- Oosterschelde, (Classe A : 1er)
- Gulden Leeuw, (Classe A : 2e)
- Alexander von Humboldt II, (Classe A : 3e)
- Blue Clipper, (Classe B : 1er)
- Jolie Brise, cotre de 22 m  Royaume-Uni, (Classe B : 2e)
- Regina-Germania[3], goélette bermudienne de 14 m  Allemagne, (Classe C : 1er)
- Spaniel[4], sloop bermudien de 17 m  Lettonie, (Classe C : 2e)
- Rona II[5], Ketch bermudien de 20 m  Royaume-Uni, (Classe D : 1er)
- Vahine[6], ketch bermudien de 19 m  Finlande, (Classe D : 2e)
- Peter von Danzig [7], sloop bermudien de 17 m  Allemagne, (Classe D : 3e)

|         |
| Spaniel |

|        |
| Vahine |

|                 |
| Regina-Germania |

|                  |
| Peter von Danzig |

|         |
| Rona II |

## Et aussi les plus petits
- Les 4 Pen Duick d'Eric Tabarly : Pen Duick, Pen Duick III, Pen Duick V et Pen Duick VI
- La Boudeuse, Trois-mâts goélette de 46 m  France,
- TS Royalist (2014), brick de 34 m  Royaume-Uni,
- ancien Bateau-phare Le Havre
- USST 488 (ancien tugboat américain)

 Marine nationale :
- Hosanna[8], sloop de 14 m

## Programme des Grandes Voiles du Havre
- Du jeudi 31 août au samedi 2 septembre : visite gratuite des navires, village animation, concerts, bassins Paul-Vatine et de l’Eure.
- Vendredi 1er septembre : défilé des équipages et remise des prix
- Samedi 2 septembre : feu d’artifice
- Dimanche 3 septembre matin : parade sous voiles de la sortie du port du Havre au Cap de la Hève.